# Huvudsekreterare
Huvudsekreterare är en opolitiskt tillsatt chefstjänsteperson inom statsförvaltningen som kan ansvara för att sköta ett kansli eller sekretariat inom Regeringskansliet, ett departement, en statlig utredning, råd, myndighet eller annat statligt organ. Titeln kan kombineras med kanslichef och förekommer även i andra offentliga organ.
Arbetsuppgifterna innebär normalt att planera och leda kansliets/sekretariatets arbete oftast med budgetansvar. Uppgiften kan vara att lägga fram strategier för hur Sverige skall agera eller åtgärda i viss fråga. Anställningen brukar vara tidsbegränsad enligt specialistavtalet för sakkunniga i Regeringskansliet. Uppgiften kräver erfarenhet av arbetsledning, god organisationsförmåga och förmåga att fatta snabba beslut i många gånger komplexa frågor liksom kännedom om statliga beredningsprocesser.
Sådana sekretariat brukar inrättas för att bistå offentliga organ i dessas arbete i att granska förslag till beslut rörande en utvald fråga. Sekretariatet förbereder möten och föredrar förslag till ställningstaganden för organets ledamöter.
Så har till exempel Vetenskapsrådet fem huvudsekreterare, en för varje ämnesråd.